# Byeongyeong-dong
Byeongyeong-dong (koreanska: 병영동) är en stadsdel i staden Ulsan, i den sydöstra delen av Sydkorea, 300 km sydost om huvudstaden Seoul. Den ligger i stadsdistriktet Jung-gu.

## Indelning
Administrativt är Byeongyeong-dong indelat i:
| Namn    | Namn                   | Yta i km² | Invånare 31 dec 2018 |
| ------- | ---------------------- | --------- | -------------------- |
| 병영1동 | Byeongyeong 1(il)-dong | 1,45      | 24 317               |
| 병영2동 | Byeongyeong 2(i)-dong  | 3,99      | 22 044               |